# Wisbech
Wisbech (pronunțat ['wɪzbiʧ]) este un oraș în comitatul Cambridgeshire, regiunea East, Anglia. Orașul se află în districtul Fenland.